# 川平インターチェンジ
川平インターチェンジ（かわひらインターチェンジ）とは、長崎県長崎市川平町の長崎バイパスにあるインターチェンジである。同時に川平有料道路とのジャンクションでもある。但し、川平有料道路は西山町ルート（長崎駅・長崎県庁方面）のみに設置されており、昭和町ルート（浦上・平和公園方面）からは利用することができない。
本目では、本線料金所である川平（本線）料金所についても記述する。

## 概要
長崎バイパス・川平有料道路ともETCによる無線通行が可能である。なお、混乱を避けるため川平有料道路と長崎バイパスでは料金所及び路面が色分けされており、バイパスは青色・川平有料道路はオレンジ色と分かりやすく整備されている。分岐付近は見通しが悪いため標識に沿って十分に注意して走行する必要がある。
昭和町ルートは本線（浦上方面）のほか、料金所を過ぎてすぐのところに川平町・三川町方面へ分岐するランプもあり、長崎純心大学・西山台団地方面へ直接向かうことも出来る。
2010年6月28日より社会実験として長崎バイパスが無料化されていたが、川平有料道路は無料化の対象外とされた。

## 接続する道路
- 長崎市道
  - 長崎県道113号長与大橋町線
  - 長崎県道235号昭和馬町線

## 川平料金所
長崎バイパスにある唯一の料金所である。西山方面に接続する料金所は正式には川平本線料金所と呼ばれ、川平料金所から少し離れた場所に設置されている。
総ブース数：22

### 昭和町→長崎多良見
- ブース数：4
  - ETC専用：1
  - 一般：3

### 長崎多良見→昭和町
- ブース数：3
  - ETC専用：1
  - 一般：2

### 西山→長崎多良見
- ブース数：3
  - ETC専用：1
  - 一般：2

### 長崎多良見→西山
- ブース数：4
  - ETC専用：1
  - 一般：3

### 西山→川平有料道路
- ブース数：2
  - ETC専用：1
  - 一般：1

### 川平有料道路→西山
- ブース数：2
  - ETC専用：1
  - 一般：1

### 長崎多良見→川平有料道路
- ブース数：2
  - ETC専用：1
  - 一般：1

### 川平有料道路→長崎多良見
- ブース数：2
  - ETC専用：1
  - 一般：1

## 周辺

### 西山町出入口
- 長崎県庁
- 長崎市役所
- 諏訪神社
- 長崎本線 長崎駅
- 長崎大学経済学部（片淵キャンパス）
- 稲佐山
- グラバー園
- 大浦天主堂
- 長崎港

### 昭和町出入口
- 長崎大学（文教キャンパス）
- 純心中学校・高等学校
- 長崎市立西浦上小学校
- 長崎市立西浦上中学校
- 長崎大学教育学部附属幼稚園・小学校・中学校
- 長崎県血液センター
- 平和公園・平和祈念像
- 浦上天主堂

## 隣
E96 長崎バイパス
(11-2) 間ノ瀬IC - (11-3) 川平IC
川平有料道路
(11-3) 川平IC - (11-4) 女の都ランプ